# آرامگاه شاهزاده قاسم
مزار شاهزاده قاسم در ۲۹ کیلومتری غرب تایباد واقع شده‌است و بنای خشت و گلی است و احتمالاً مربوط به دوران صفویه می‌باشد. این بنای چهار تاقی در حال حاضر دارای سقف چوبی، محراب و هشت چله خانه کوچک است و سنگ قبرهای نفیسی مشابه سنگ قبرهای هرات در اطراف آن وجود دارد.
احتمال دارد این آرامگاه متعلق به قاسم بن محمدبن ابی بکر قحافه و پدر ام فروه از شخصیت‌های تاریخ اسلام باشد.